# Салем (округ)
Салем (англ. Salem) — округ в индийском штате Тамилнад. Административный центр — город Салем.

## История
10 октября 1965 года из части территории округа Салем был образован новый округ Дхармапури, а 25 июля 1996 года — округ Намаккал.

## География
Площадь округа — 5219 км².

## Демография
По данным всеиндийской переписи 2001 года население округа составляло 3 016 346 человек. Уровень грамотности взрослого населения составлял 65,1 %, что выше среднеиндийского уровня (59,5 %). Доля городского населения составляла 46,1 %.